# 비고다르체레
비고다르체레(이탈리아어: Vigodarzere)는 이탈리아 베네토주 파도바도에 있는 코무네(기초 자치체)로 베네치아에서 서쪽으로 약 35 킬로미터 (22 mi), 파도바에서 북동쪽으로 약 4 킬로미터 (2 mi)에 위치한다.